# Harlan Parker Banks
Harlan Parker Banks ( 1 de septiembre de 1913 - 22 de noviembre de 1998) fue un botánico, algólogo, y paleobotánico estadounidense. Desarrolló actividades académicas en la Universidad de Cornell, accediendo a Profesor Emérito Liberty Hyde Bailey en la Facultad de Agronomía y Ciencias de la Vida.
Desde 1940, enseñó en la Universidad Acadia, Wolfville, Nueva Escocia, hasta profesor adjunto de Botánica. Luego en 1947 obtuvo una posición similar en la Universidad de Minnesota. Tras jubilarse Arthur J. Eames (1881-1969) en 1949, Banks volvió a Cornell como profesor adjunto de Botánica, profesor titular de 1950 a 1977, y como profesor L.H. Bailey en 1977, retirándose en 1978. Durante ese período también se desempeñó como jefe del Departamento de Botánica, hasta 1961, y en la formación de la División de Ciencias Biológicas, asociada con la Sección de Genética, Desarrollo y Fisiología.

## Algunas publicaciones
- 1978. Morphology and Anatomy of Aneurophyton, a Progymnosperm from the Late Devonian of New York. Palaeontographica Americana 8 ( 51) Con Bruce S. Serlin. Editor Paleontological Res. Instit. 359 pp.

- 1975. Anatomy and Morphology of Psilophyton Dawsonnii, Sp. N. from the Late Lower Devonian of Quebec (Gaspé), and Ontario, Canada. Palaeontographica Americana 8 (48). Con Suzanne Leclercq, Francis M. Hueber. Editor Paleontological Res. Instit. 127 pp.

- 1970. Evolution and plants of the past. Fundamentals of botany series. Editor Wadsworth Pub. Co. 170 pp.

- 1970. Symposium on Major Evolutionary Events and the Geological Record of Plants: papers presented at the International Botanical Congress, 1969. Editor Cambridge Univ. Press. Biological reviews 45 (3): 138 pp.

- 1969. Major Evolutionary Events and the Geological Record of Plants: Papers Presented at the XI International Botanical Congress, 1969, Under the Chairmanship of Harlan P. Banks. Biological reviews of the Cambridge Philosophical Soc. 45 (3): 138 pp.

- 1967. Thallophyta 1. 18 pp.

- 1967. Anatomy and Affinities of a Devonian Hostinella. 10 pp.

- 1966. Plant Fossils in Central New York. 9 pp.

- 1964. Putative Devonian Ferns. 16 pp.

- 1963. Lycopods of the Devonian of New York State. Editor Paleontological Res. Instit. 295 pp.

- 1962. Pseudosporochnus nodusus sp. nov: a Middle Devonian plant with cladoxylalean affinities. Palaeontographica: Paläophytologie 110. Con Suzanne Leclercq. Editor E. Schweizerbart (Nägele u. Obermiller), 34 pp.

- 1944. A New Devonian Lycopod Genus from Southeastern New York. 11 pp.

- 1940. Devonian plants from southeastern New York. Editor Cornell Univ. 352 pp.

## Honores
- 1984: doctorado Honorario por Dartmouth College
- 1963-1964: beca Guggenheim en Lieja y en Cambridge

Miembro
- Asociación Estadounidense para el Avance de la Ciencia
- 1987: Sociedad linneana de Londres
- 1975: Botanical Society of America, tesorero de 1964 a 1967, vicepresidente en 1968, y presidente en 1969
- 1959: Société Géologique de Belgique